# Turfkamp
Turfkamp is een voormalig streekje in het noorden van de gemeente Eemsdelta van de Nederlandse provincie Groningen. Het lag aan de Vierhuizerweg ten noordoosten van het dorp Spijk, ten zuiden van het gehucht Vierhuizen en ten noorden van de Spijksterriet (Groote Tjariet). Ter plekke liggen twee boerderijen, waarvan de noordwestelijke tegenwoordig Bouwlust heet, maar vroeger Lutje Turfkamp. De zuidoostelijke heet nog wel Groot Turfkamp.